# Ercole Ricotti
Ercole Ricotti (né le 12 octobre 1816 à Voghera, dans l'actuelle province de Pavie, en Lombardie, alors dans le royaume lombard-vénitien et mort le 24 février 1883 à Turin, au Piémont) est un historien et homme politique italien du XIXe siècle.

## Biographie
En 1846, Ercole Ricotti obtient la chaire d'histoire militaire d'Italie à l'université de Turin (transformée peu de temps après en chaire d'histoire moderne). Entre 1861 et 1869, il publie Storia della Monarchia Piemontese (Histoire de la monarchie piémontaise) chez l'éditeur Gaspare Barbera à Florence, une œuvre en six volumes.
Nommé par le roi Victor-Emmanuel II, il est membre du Sénat du royaume d'Italie à partir de 1862.

## Œuvres
- (it) Storia delle compagnie di ventura in Italia, Giuseppe Pompa, Turin, 1847.
- (it) Breve storia d'Europa e specialmente d'Italia, Stamperia Reale, 1854.
- (it) Storia della Monarchia Piemontese, 6 volumes, Gaspare Barbera, Turin, 1861-1869.
- (it) Compendio di storia patria : dall'anno 476 al 1861 : ad uso delle scuole ginnasiali e tecniche, 8e édition retouchée et améliorée jusqu'à la proclamation du royaume d'Italie, Milan, V. Maisner e Comp., Turin, G.B. Paravia e Comp., 1866.
- (it) Breve storia della Costituzione inglese, Turin, E. Loescher, 1871.